# Oku Mumeo
Oku Mumeo (奥むめお) (Fukui, 24 d'octubre del 1895 - Shinjuku, 7 de juliol del 1997) fou una política feminista japonesa implicada en el moviment sufragista. Va assumir un paper rellevant en la lluita pels drets de les dones. Va fundar l'Associació de les Noves Dones juntament amb Raichō Hiratsuka i Ichikawa Fusae. Va ser membre de la Cambra de Consellersdel Japó durant tres legislatures, entre el 1947 i el 1965.

## Biografia
Oku Mumeo era la filla major d'un ferrer de tercera generació. Nasqué el 24 d'octubre del 1895 a la rodalia de Fukui.[3] Al seu pare no li agradava treballar de ferrer, per això volgué que la seua filla estudiàs. La seua mare va morir de tuberculosi el 3 de novembre del 1910. Estudià en la Universitat de Dones del Japó el 1912. El seu pare va morir al febrer del 1918 a l'edat de 42 anys.
Al 1919, va rebre una visita de Raichō Hiratsuka, que l'animà a cofundar l'Associació de Dones Noves, per tal de reclamar a la 42a Dieta que reformàs l'Article 5 de les Regulacions de Seguretat de la Policia i que impedís que contraguessin matrimoni els hòmens infectats amb una malaltia de transmissió sexual.[3] Després de fracassar la iniciativa per a la revisió de l'Article 5, Ichikawa Fusae renuncià a la presidència de l'associació i se n'anà als Estats Units, i Raichō es va anar al peu de la muntanya Akagi, a la prefectura de Gunma, i deixà Oku com a presidenta de l'associació. El 25 de març del 1922, Oku Mumeo i l'Associació de Dones Noves aconseguiren la revisió de l'Article 5 en la darrera sessió de la 45a Dieta.
Oku Mumeo va dissoldre l'Associació de Dones Noves el 8 de desembre del 1922 i fundà la Lliga de Dones el 17 del mateix mes.[3] Va ser convidada a acudir a Nakano per a assistir al Moviment d'Unió de Consumidors al 1926. A més de treballar en la defensa dels consumidors, es va associar amb diversos moviments, organitzacions i iniciatives feministes, com ara l'Associació de Llars; participà en la formació de la Unió Cooperativa de Dones Consumidores, i s'oposà a la dissolució dels partits proletaris.

### Mort i llegat
Oku Mumeo es va morir el 7 de juliol del 1997 a l'edat de 101 anys.

## Vida personal
Oku Mumeo es casà amb Oku Eiichi, un poeta que treballava en el departament de traducció del Baifunsha de Sakai Toshihiko.